# Сапиосексуальность
Сапиосексуальность — это термин, который используется для описания людей, которых привлекает интеллект партнера больше, чем физическая внешность или другие черты. Слово происходит от латинского "sapiens" (“разумный”) и "sexuality" (“сексуальность”). Хотя это понятие сравнительно новое, оно быстро завоевало популярность в современном обществе, особенно в контексте разговоров о разнообразии человеческой привлекательности.

## Происхождение термина
Термин "сапиосексуальность" начал активно использоваться в 2010-х годах. Его популяризация связана с ростом онлайн-знакомств и увеличением числа способов выражения индивидуальных предпочтений. Многие приложения для знакомств, такие как OkCupid, включают этот термин в список опций для описания своей ориентации или интересов.

## Признаки сапиосексуальности
Люди, идентифицирующие себя как сапиосексуалы, часто подчеркивают важность глубоких разговоров, интеллектуального обмена и схожих ценностей в отношениях. Вот некоторые характеристики, которые могут быть типичными для сапиосексуалов:
1. Ценность интеллектуальных бесед: Привлекательность партнера усиливается через содержательные и увлекательные дискуссии.
2. Интерес к учебе и развитию: Постоянное желание учиться и обмениваться знаниями может стать основой для формирования привязанности.
3. Склонность к анализу: Сапиосексуалов привлекают люди с острым умом, способностью к анализу и оригинальным мышлением.

## Сапиосексуальность и отношения
Для сапиосексуалов интеллектуальная совместимость может быть решающим фактором в выборе партнера. Такие люди, как правило, ищут партнера, который способен не только поддерживать интеллектуальный диалог, но и вдохновлять их на новые открытия. Это может быть как общение на тему научных достижений, так и обсуждение философских вопросов или творчества.
Однако сапиосексуальность не исключает важности других аспектов отношений, таких как эмоциональная поддержка или физическая близость. Напротив, интеллект становится лишь одним из факторов, дополняющих общую картину привлекательности партнера.

## Почему сапиосексуальность важна в современном обществе?
В обществе, где стандарты красоты часто диктуют медиа и социальные сети, сапиосексуальность напоминает нам о важности внутреннего мира человека. Это явление помогает акцентировать внимание на качествах, которые не всегда видны на первый взгляд, таких как ум, творчество и стремление к самореализации.
Кроме того, сапиосексуальность способствует расширению представлений о том, что делает человека привлекательным. Она подчеркивает важность индивидуального подхода и разнообразия в отношениях.